# Never Let Me Go
Never Let Me Go – utwór indierockowej brytyjskiej grupy Florence and the Machine pochodząca z ich drugiego albumu studyjnego zatytułowanego Ceremonials. Został napisany przez wokalistkę Florence Welch oraz Paula Epwortha, który zajął się też jego produkcją. 2 kwietnia 2012 roku utwór został wydany przez wytwórnię muzyczną Island Records jako czwarty singel grupy. Po raz pierwszy utwór został zaprezentowany dwa tygodnie przed wydaniem nowego albumu.
Muzycznie "Never Let Me Go" ma stałe, mocne tempo i jest fortepianową balladą, w której wielokrotnie chór śpiewa tytułowe "never let me go". Wielu krytyków muzycznych zauważyło podobieństwo utworu do innych piosenek skomponowanych przez Enya, Evanescence i Ryana Teddera. Singel otrzymał pozytywne opinie krytyków, którzy chwalili głównie go za wokal Welch i balladowy charakter.
Teledysk do singla został opublikowany 7 marca 2012 roku w internecie. Jego reżyserią zajęła się Tabitha Denholm. Gościnnie zagrał w nim aktor Jamie Campbell Bower. Po premierze teledysku krytycy chwalili go za gotycki wygląd Welch oraz stworzoną, mroczną atmosferę. Florence and the Machine dodali utwór do set listy ich drugiej trasy koncertowej, promującej płytę Ceremonials po singlu "No Light, No Light".

## Tło
"Never Let Me Go" został napisany przez Welch i Paula Epwortha, który zajął się też jego produkcją. Florence and the Machine po raz pierwszy zaprezentowali go razem z utworami "Spectrum" i "Heartline" podczas części ich set listy w New York's Creators Project w dniu 15 października 2011 roku, dwa tygodnie przed wydaniem ich drugiego albumu Ceremonials. 2 kwietnia 2012 roku utwór został wydany przez wytwórnię Island Records jako czwarty singel grupy z ich drugiego albumu.